# Університет Центральної Флориди
Університет Центральної Флориди, або УЦФ (UCF) — державний університет у Орландо, штат Флорида. У містечку навчається більше студентів, ніж у будь-якому іншому університеті США.
Заснована у 1963 році Зборами штату Флорида, UCF відкрився у 1968 році як Флоридський технологічний університет, з місією забезпечити персоналом для підтримки зростаючої космічної програми США у космічному центрі Кеннеді та ВПС Кейп Канаверал на Космічному узбережжі Флориди. Оскільки навчальний розмах школи розширився поза інженерно-технічними технологіями, у 1978 році Флорида Техно була перейменована на Університет Центральної Флориди. Космічне коріння UCF продовжується, оскільки воно веде консорціум космічних грантів NASA Florida. Початкова кількість студентів - 1 948 студентів; кількість студентів сьогодні перевищує 66 000 студентів з 157 країн, усіх 50 штатів та Вашингтона
Більшість студентів зосереджено у головному містечку університету, у 21 км на схід від центру Орландо й 56 км на захід від мису Канаверал. Університет пропонує понад 200 освітніх ступенів у 13 коледжів у 10 регіональних кампусах у Центральній Флориді, містечку наук про здоров'я у Лейк-Нона, коледжі Розена з управління готельними послугами на півдні Орландо та Центром нових медіа у даунтауні Орландо. З часу свого заснування UCF присвоїла понад 290 тисяч наукових ступенів, у тому числі понад 50 тисяч докторам та професійним ступеням, понад 260 тисяч випускників у всьому світі.
UCF — це космічний університет. Його офіційні кольори - чорний й золотий, а логотип університету — Пегас, що «символізує бачення університету про безмежні можливості». Міжколегійна спортивна команда університету, відома як "Лицарі UCF" та представлена талісманом Найтро, змагаються в I-му відділенні NCAA та Американській легкоатлетичній конференції.

## Заснування
Після виступу президента Джона Кеннеді у вересні 1962 році, у якому він описав свою мету здійснити пілотований космічний політ до Місяця до кінця десятиріччя, космічна програма набула значення та масштабів у Центральній Флориді через близькість до Мис Канаверал Видатні мешканці та місцеві лідери почали лобіювати Збори штату Флорида для збільшення доступу до вищої освіти на Космічному узбережжі.

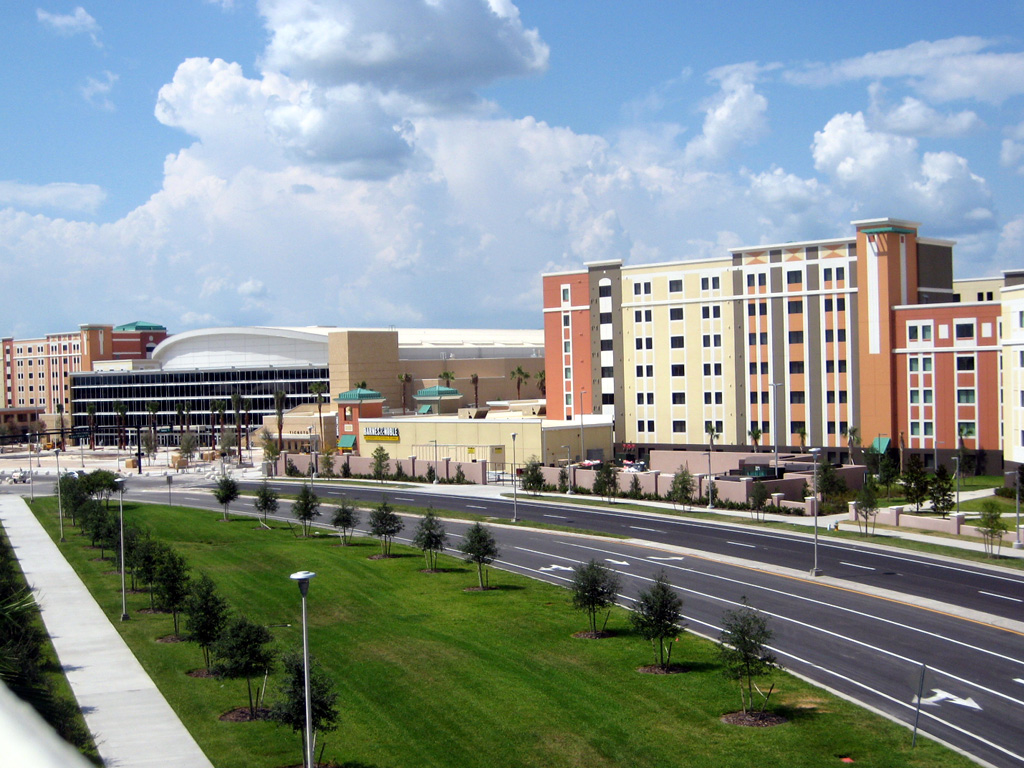
Найтс-плаза (Лицарська площа)

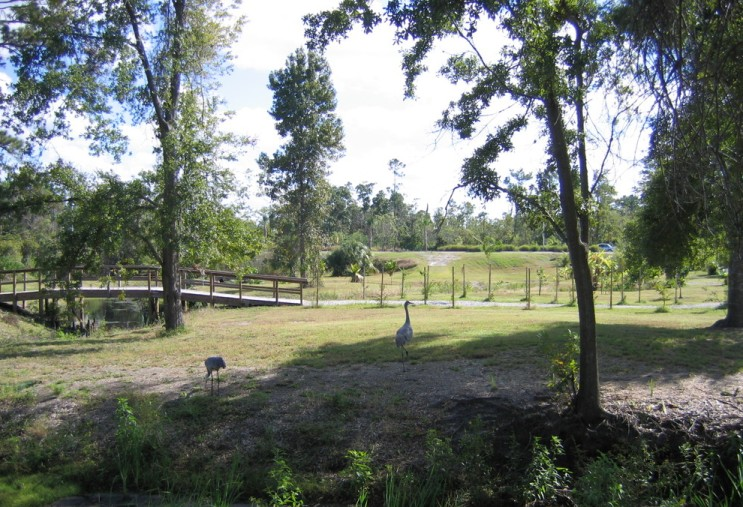
Арборетум УЦФ

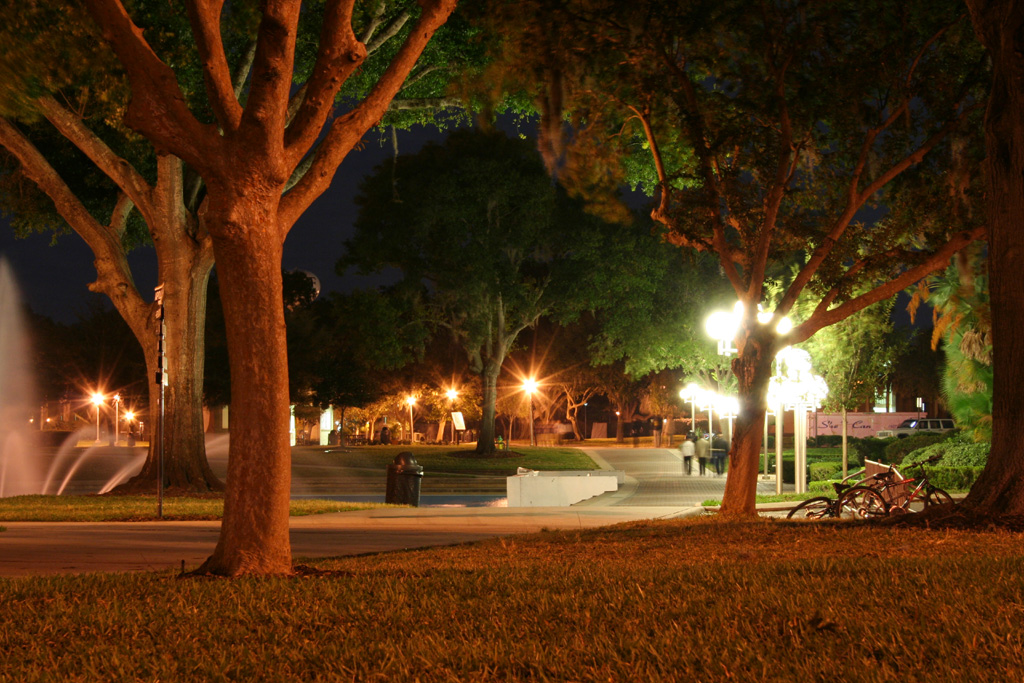
Ніч в університетському містечку Відбиває ставок й стежку перед Міллікан-холом

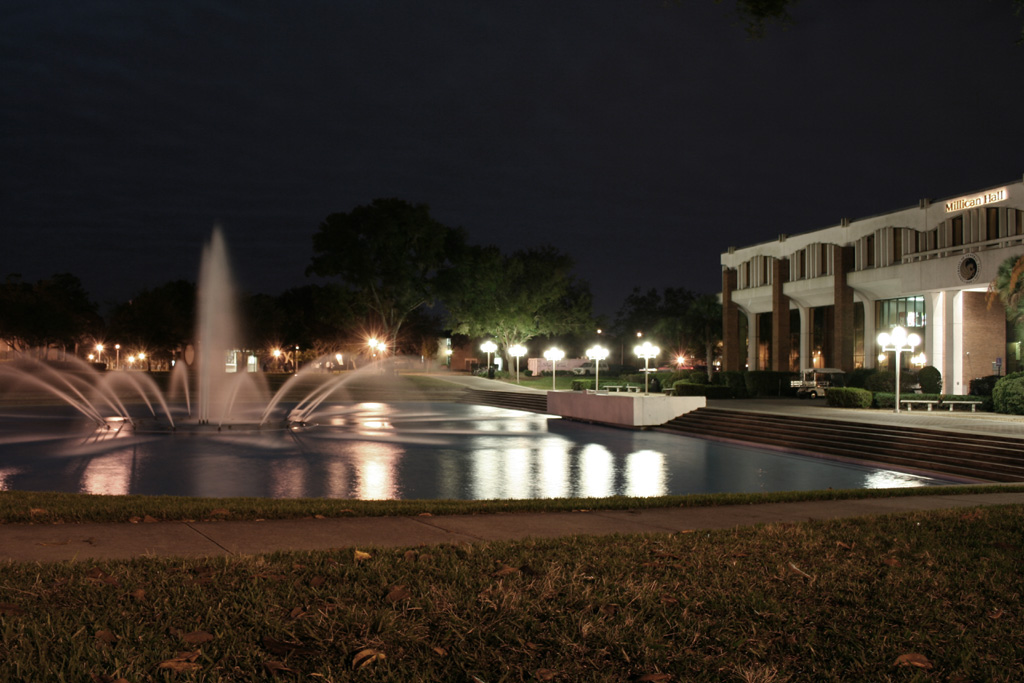
Став в університетському містечку

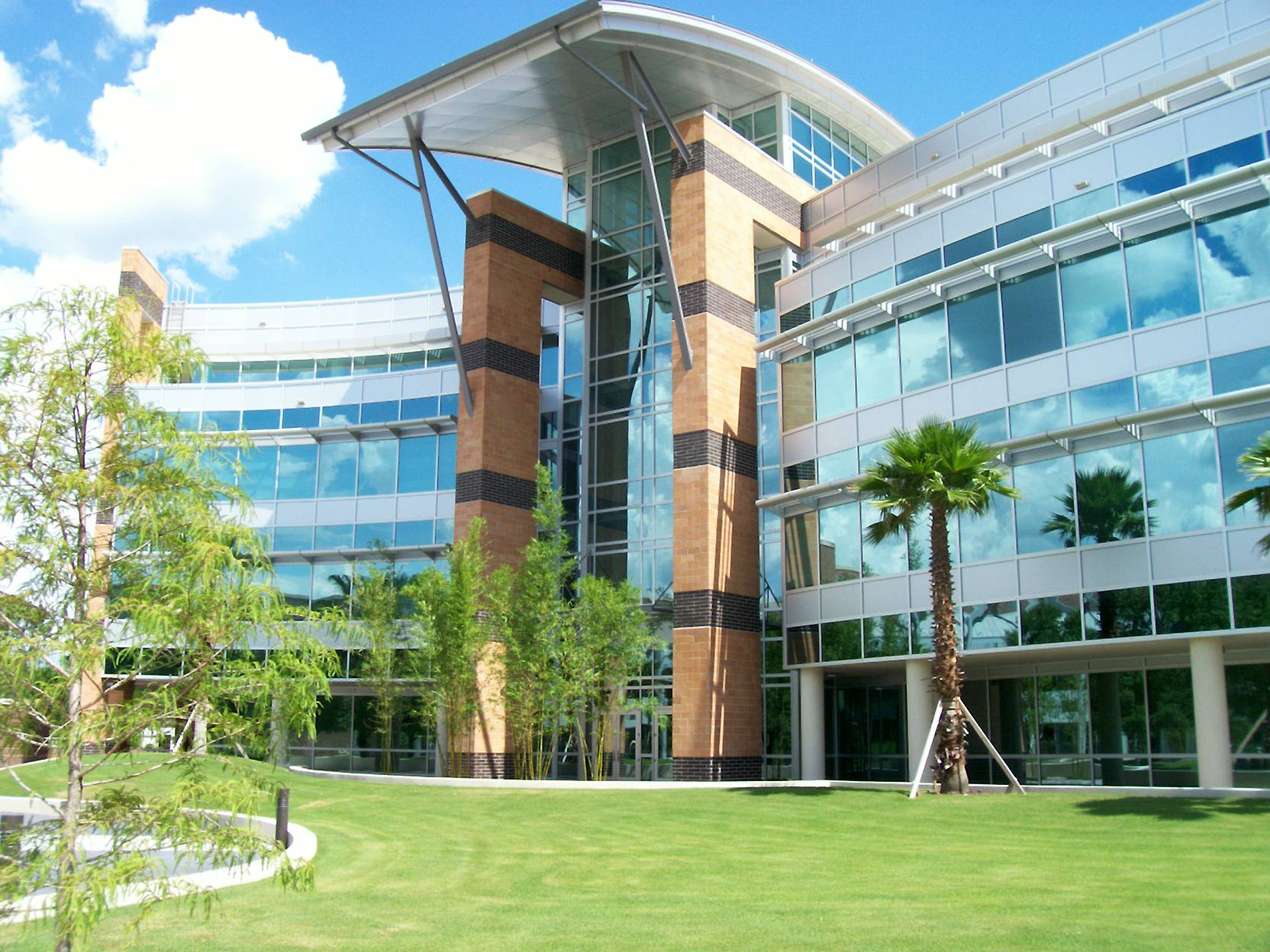
Інженерний центр Харріс (інженерія 3), будинок школи електротехніки та інформатики; він був відкритий восени 2006 року

## Університетське містечко
Університет Центральної Флориди має унікального планування містечка, що стало моделлю для інших університетів, що нагадує плани Волта Діснея для його експериментального прототипу Спільноти завтра, або EPCOT. Містечко було спроектовано таким, щоб бути орієнтованим на пішоходів, зі серією концентричних кіл. Найбільше зовнішнє коло - бульвар Джеміні, що також є основною дорогою для руху автомобіля у містечку. Всередині Джеміні є Аполлонське коло, Меркурійське коло й нарешті Коло Пегаса як найпотаємніше коло. Коло Пегаса містить студентську спілку, що є центром містечка, а бібліотека Джона К. Хітта розташована безпосередньо на південь від нього. Усі навчальні корпуси розташовані всередині Джеміні, коло поділено на секції у формі пирога для кожного коледжу. Оскільки доріг всередині Джеміні дуже мало, багато доків доставки доступні лише тротуарами, й таким чином отримують більшість поставок вночі. Кампус університету Центральної Флориди - один з двох у країні з концентричним дизайном, інший — Каліфорнійський університет, Ірвайн. Newsweek оцінив UCF як 20-й найкрасивіший університетський кампус в країні.
Житло для студентів передбачено по периметру кампусу. Поза Джеміні кампус розділено на різні тематичні секції.Північно-західна частина кампусу включає грецькі громади, північна сторона містить Найтс-плазу (Лицарська площа), атлетичне селище у стилі міста, східна сторона містить дендропарк Університету Центральної Флориди, а південна — заклад відпочинку та оздоровлення студентів.
Розташований безпосередньо на південь від головного містечка Центральний Флоридський дослідницький парк, що є сьомим за величиною дослідницьким парком у країні та найбільшим у штаті Флорида, де розміщено понад 116 корпорацій. Парк забезпечує понад 10000 робочих місць для понад 500 студентів та тисяч випускників. Головне містечко - одна з найбезпечніших на національному рівні порівняно з усіма університетськими містечками США. Відсоток злочинів у Головному кампусі зменшився з 0,12% (у 2010 році) до 0,07% (у 2014 році) злочинів на рік. Найчастіше злочини, виявлені на Головному кампусі, були пограбування, крадіжка автотранспортних засобів та насильницький напад.

### Регіональні містечка
На додаток до свого кампусу Орландо, Університет Центральної Флориди має кілька інших містечок для обслуговування регіону Центральної Флориди.
В Орландо є ще один кампус, розташований на Валенсія-Вест, а також партнерські стосунки з місцевими коледжами, включаючи Східний Флоридський державний коледж, Лейк-Самтер державний коледж, Семінольський коледж Флориди та Коледж Валенсії. Крім того, Колледж управління гостинності Розена розташований далеко від головного кампусу, в безпосередній близькості до серця туристичної та конвенційної галузей Орландо.
Поза Орландо розташовані містечки у Какао, Клермон, Дайтона-Біч, Кіссіммі, Лісбург, Окала, Палм-Бей та Санфорд На додаток до стандартних занять у цих кампусах, деякі курси пропонуються альтернативними методами, такими як двосторонній телевізор з основного кампусу або через широкосмуговий доступ.

#### Містечко наук про здоров'я на Лейк-Нона
Містечко на площі у 20 гектарів наук з охорони здоров’я UCF у Лейк-Нона включає Медичний коледж та будівлю біомедичних наук Бернета. Інститут медичних досліджень Бернхема, медичний центр у справах ветеранів, дитячу лікарню Немур, групу Тавісток, науково-дослідний інститут раку доктора медицини імені Андерсона. Університет Флориди також планує розміститися у Лейк-Нона, перетворивши цю територію на медичне місто. Кампус також буде служити майбутнім домом Коледжу медсестер UCF та нещодавно затвердженим коледжем стоматологічної медицини UCF.

## Коледжі

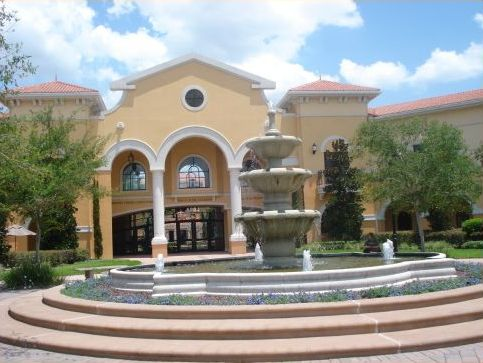
Розен коледж УЦФ

Зараз в університеті є 13 коледжів, які пропонують 90 бакалаврських програм, 87 магістерських програм, 31 докторських програм, 3 спеціалізовані програми та 1 професійну програму (медицина). Крім того, 75% викладачів мають докторські ступеня, а 46% в даний час мають стажування в університеті. У 13 коледжах розміщено 41 окремий факультет та школи.

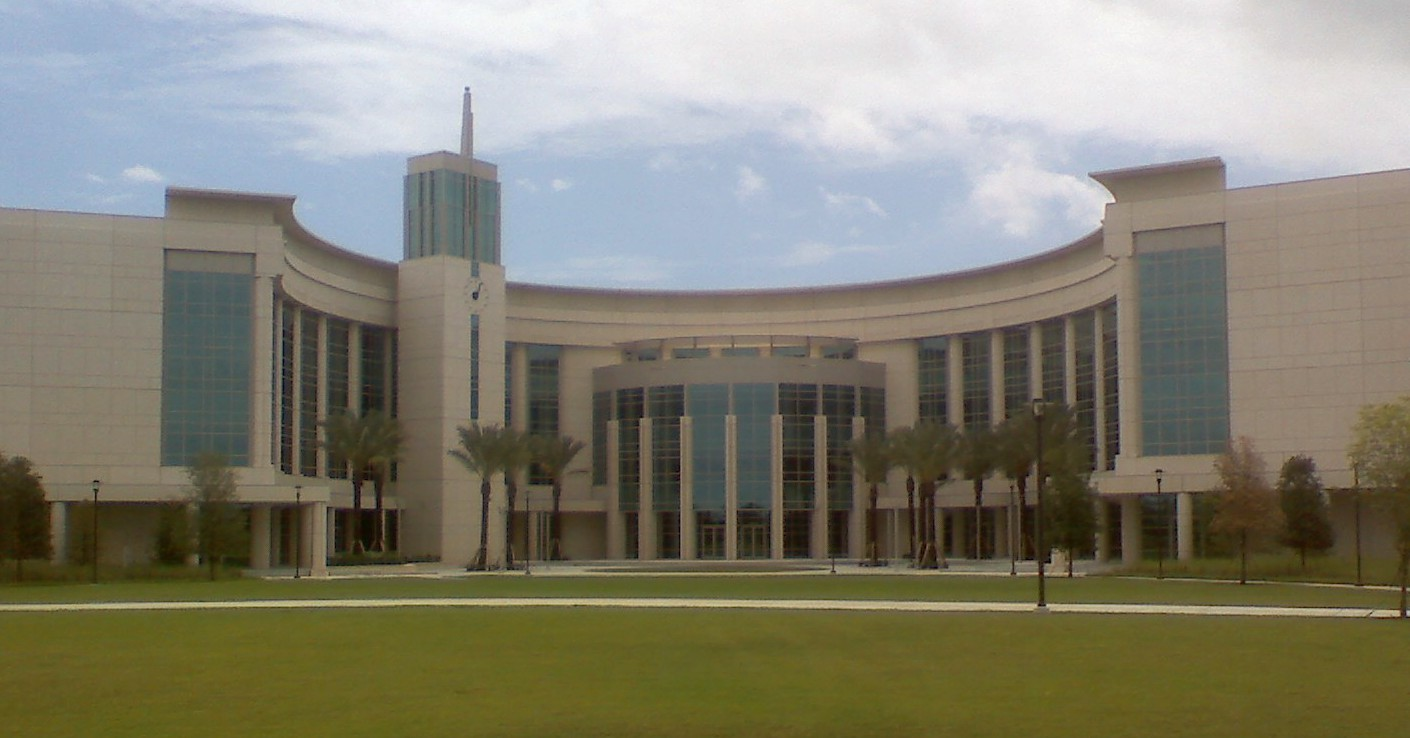
Медичний коледж УЦФ у Лейк-Нона

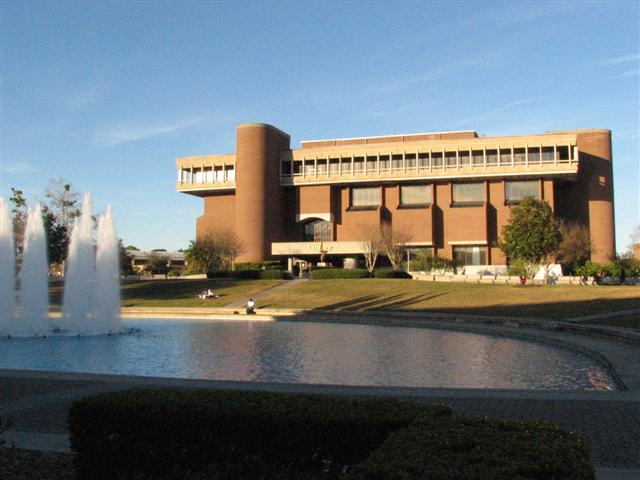
Бібліотека Джона К. Хітта

Після зарахування 3 найбільші підрозділи бакалаврату - Коледж наук, Коледж ділового адміністрування та Коледж охорони здоров'я та суспільних питань. На рівні аспірантури Коледж аспірантури виступає центральною адміністративною одиницею вищої освіти в університеті. Аспіранти також є студентами одного з інших дванадцяти коледжів університету. В даний час університет шукає схвалення коледжу стоматологічної медицини, який розмістився б на кампусі наук про здоров'я в Лейк-Нона.

## Дослідження
Університет Центральної Флориди сприяє дослідженню серед своїх 13 академічних коледжів та шкіл, партнерство з такими корпораціями, як Lockheed Martin, Boeing та Siemens, а також через партнерство з місцевими коледжами громад. UCF також розміщує супутниковий кампус у космічному центрі Кеннеді в Кейп Канаверал, штат Флорида. UCF також є членом Флоридської ради з високих технологій коридору. Університет зробив помітний внесок у дослідження в галузі оптики, моделювання та моделювання, цифрових медіа, інженерії та інформатики, ділового адміністрування, освіти та управління гостинністю.

## Студентське життя
UCF має понад 400 зареєстрованих студентських організацій, інтрамуральні види спорту та активну асоціацію студентського уряду. Університет заохочує активізацію студентів через такі організації, як Офіс залучення студентів, Мультикультурний студентський центр, Рада з діяльності на кампусах, Волонтерська організація UCF та навчання та взаємодія з Новими лицарями (LINK), - організацією, що сприяє залученню першокурсників. У 2006 році журнал High Times зарахував UCF до п'ятірки кращих коледжів у країні.

### Традиції

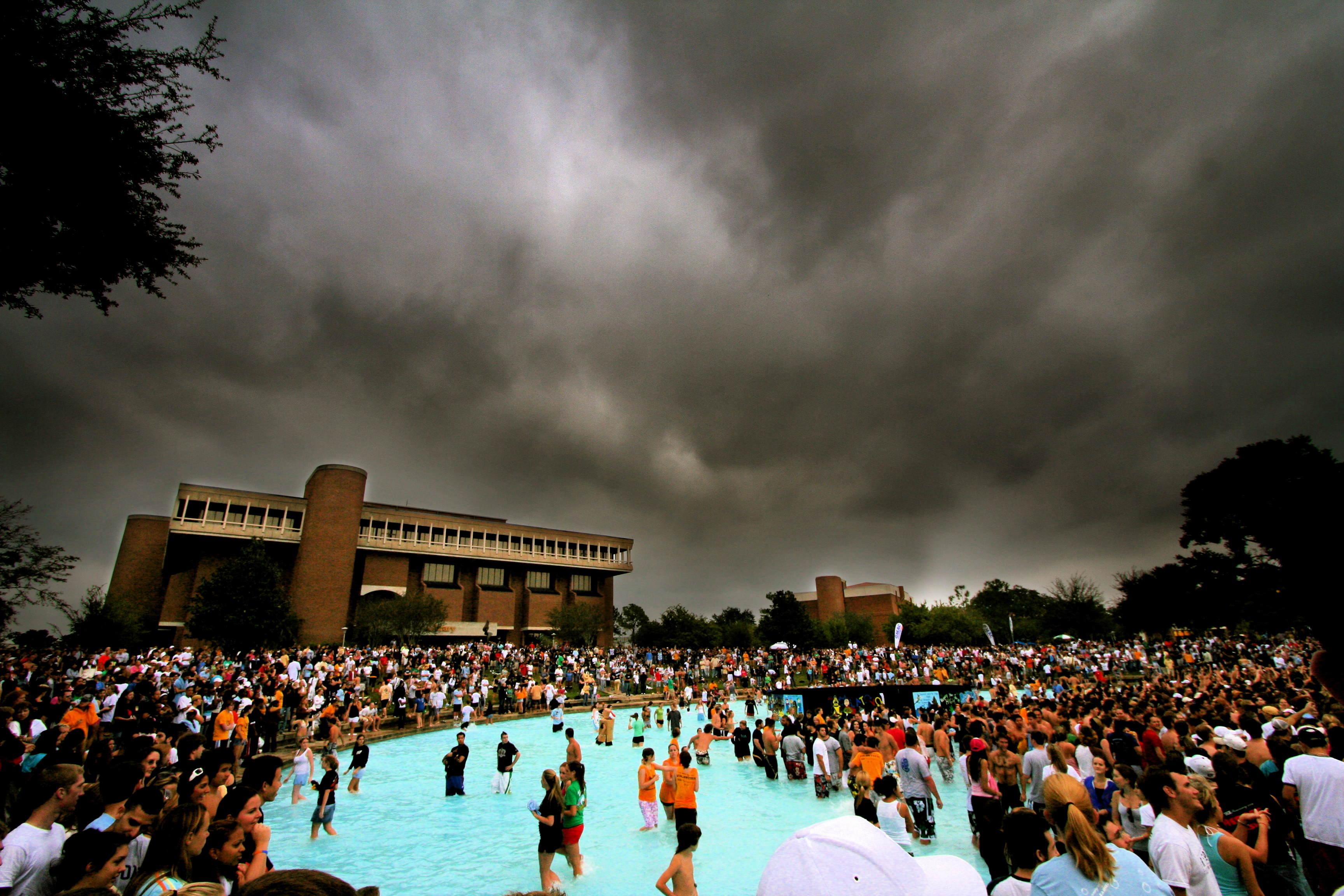
Студенти у відбиваючому ставку під час Спірит-Сплаш

Спірит-Сплаш (сплеск духу) - це традиція повернення додому в UCF, і традиційно це єдиний раз протягом року, коли студентів пускають до відбиваючого ставка. Журнал Florida Leader  і серед «20 найкращих традицій коледжу» був визнаний найкращою традицією коледжів у штаті Флорида, а також серед «20 найкращих традицій коледжу» Business Insider.

### Відпочинок

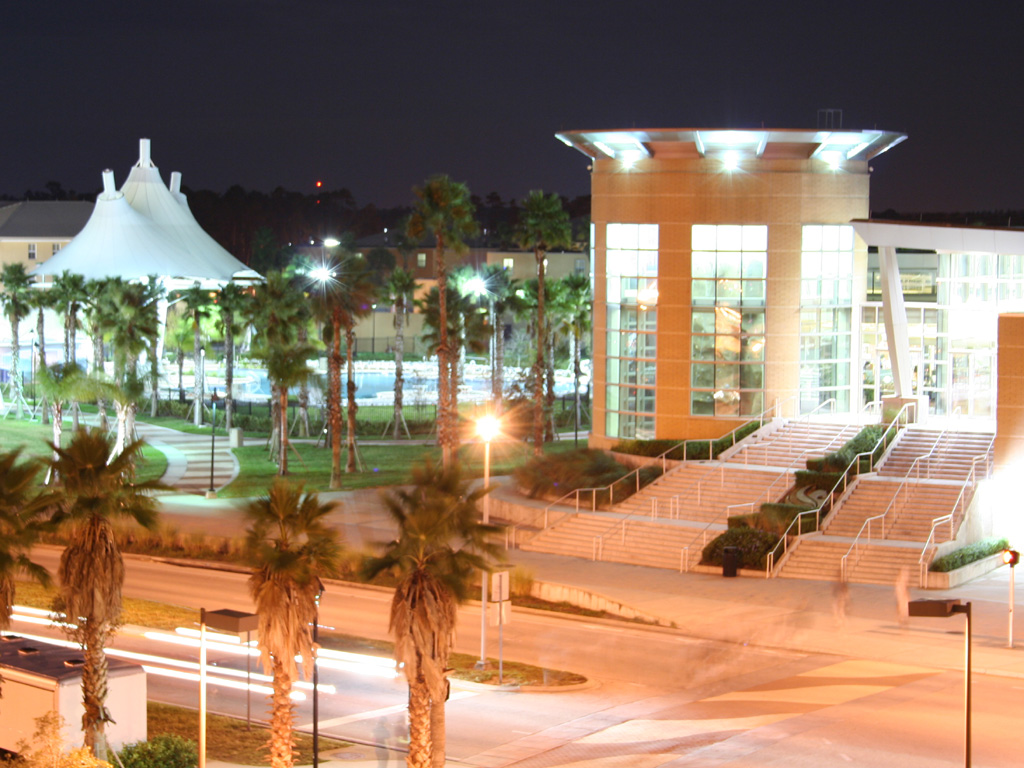
Відпочинковий та оздоровчий центр UCF

В університетському містечку є багато різних рекреаційних організацій та об'єктів. Озеро Клер - це озеро на території кампусу, на якому можна взяти напрокат каное, байдарки й човни, що пропонуються безкоштовно (безкоштовно для студентів УЦФ) та невеликий пляж на узбережжі. Крім того, Курс викликів UCF - один з лише п'яти в країні, що містить курс з високими елементами.

### Студентський уряд

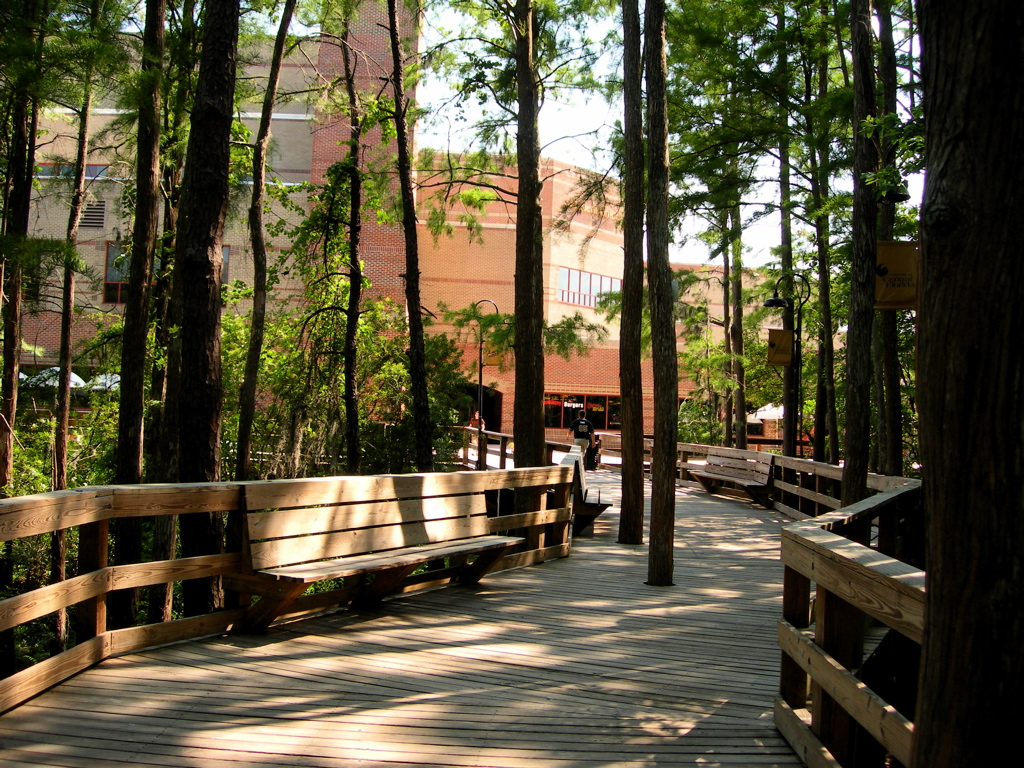
Дошкова стежина позаду Студентської спілки

Асоціація студентського самоврядування університету Центральної Флориди (SGA) - група пропагандистів для студентів, що відвідують університет, представляє майже 60 000 студентів, аспірантів та професіоналів університету. Це найбільший студентський уряд у штаті Флорида та один з найбільших у Сполучених Штатах. Він також часто розміщує в першій десятці загальноосвітніх навчальних закладів на національному рівні за послуги та охоплення ними послуг для студентів. SGA діє в рамках багатомільйонного бюджету. Він фінансує та експлуатує три заклади на кампусі - основний центр відпочинку та оздоровлення, центр відпочинку та оздоровлення на Найтс-плаза та Студентську спілку, а також надає 1,5 мільйона доларів фінансування майже 600 зареєстрованим студентським організаціям.

### Житло

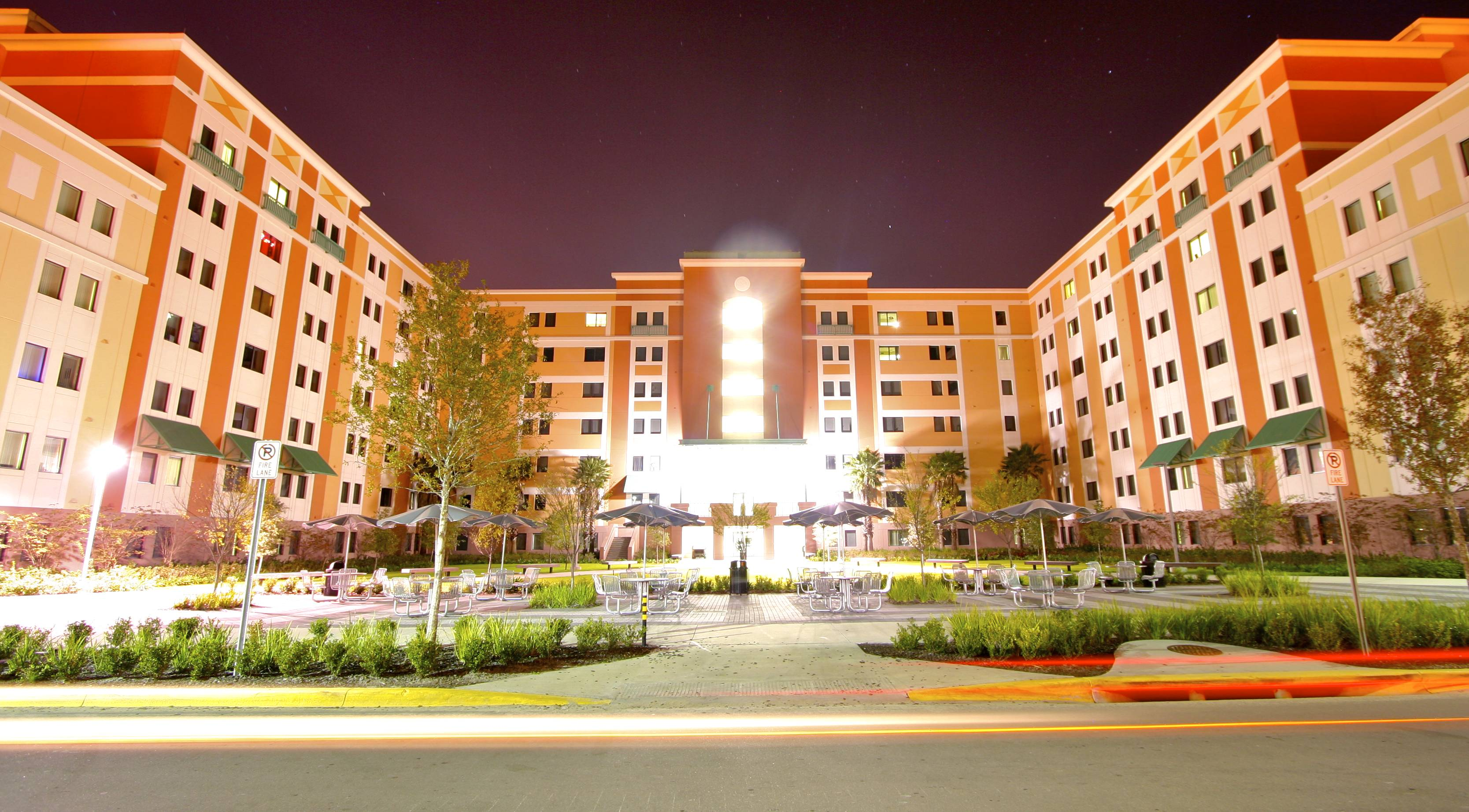
Гуртожитки УЦФ. Башта Один на Найтс-плаза

В даний час в університеті розміщено 11 000 ліжок на території містечка у 8 різних житлових громадах. Люкси у стилі резиденції доступні в громадах Терезів, Аполлона, Геркулеса, Ніка та Нептуна. У всіх люксах для резиденцій є ванні кімнати, що розділені між 2 або 3 номерами на відміну від загальних ванних кімнат. Житло в квартирному стилі доступне в громадах Академічного селища (Найк і Геркулес), Вежі на Найтс-Плаза, громади квартир озеро Клер Дворик та у Нортвью.

### Спорт

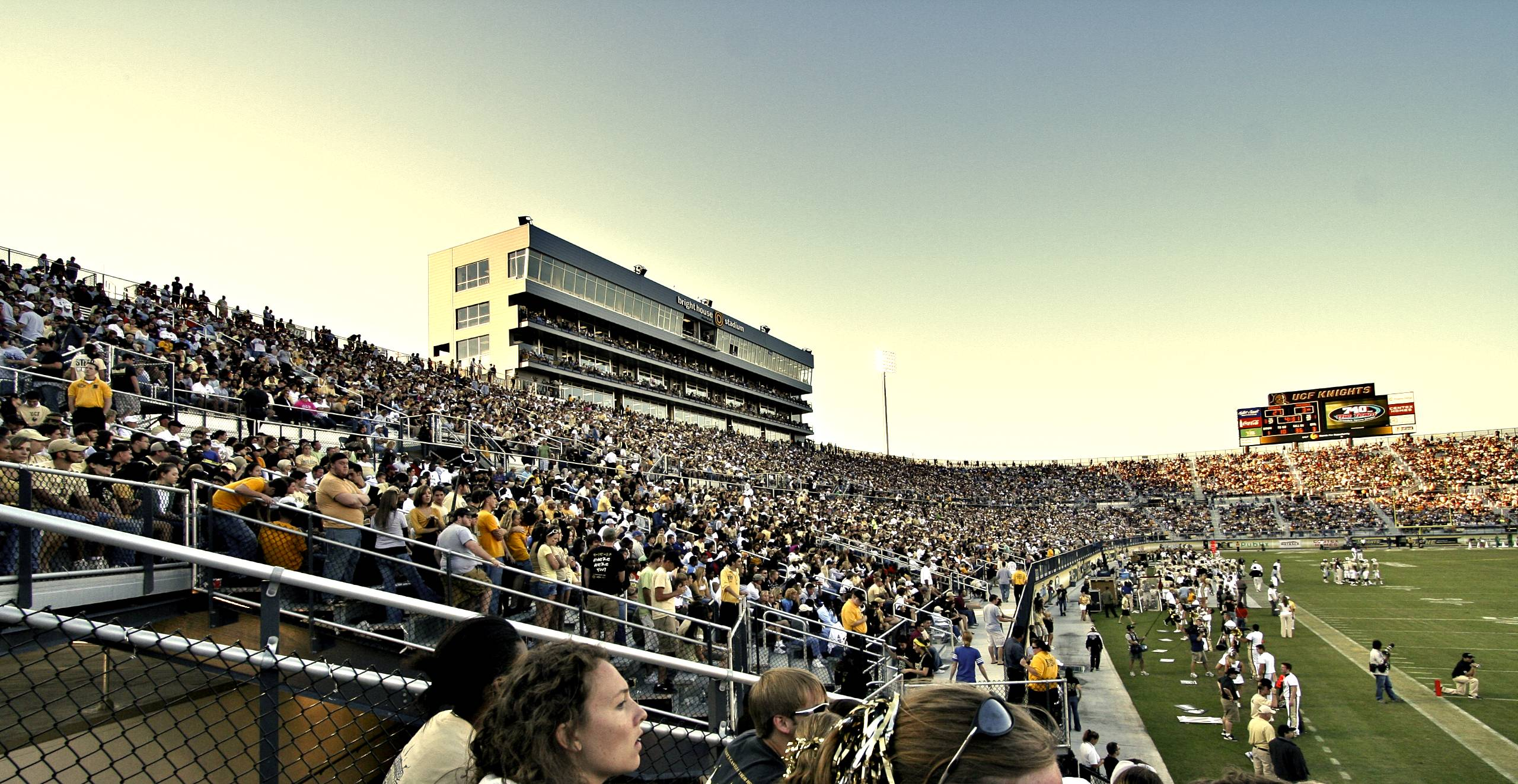
Футбольний стадіон УЦФ

Університет Центральної Флориди має велику різноманітність міжколегіальних спортивних команд, відомих як "Лицарі УЦФ", що змагаються в І відділенні Національної колегіальної атлетичної асоціації (NCAA) та Американській легкоатлетичній конференції (The American).

У УЦФ 16 команд, що займаються різноманітними видами спорту: 6 чоловічих, 9 жіночих та один спорт сумісний. Чоловічі види спорту включають бейсбол, баскетбол, футбол, гольф, футбол та теніс. Жіночі види спорту включають баскетбол, крос, гольф, веслування, футбол, софтбол, теніс, легку атлетики та волейбол. Серед спільних видів спорту входить чирлідинг.

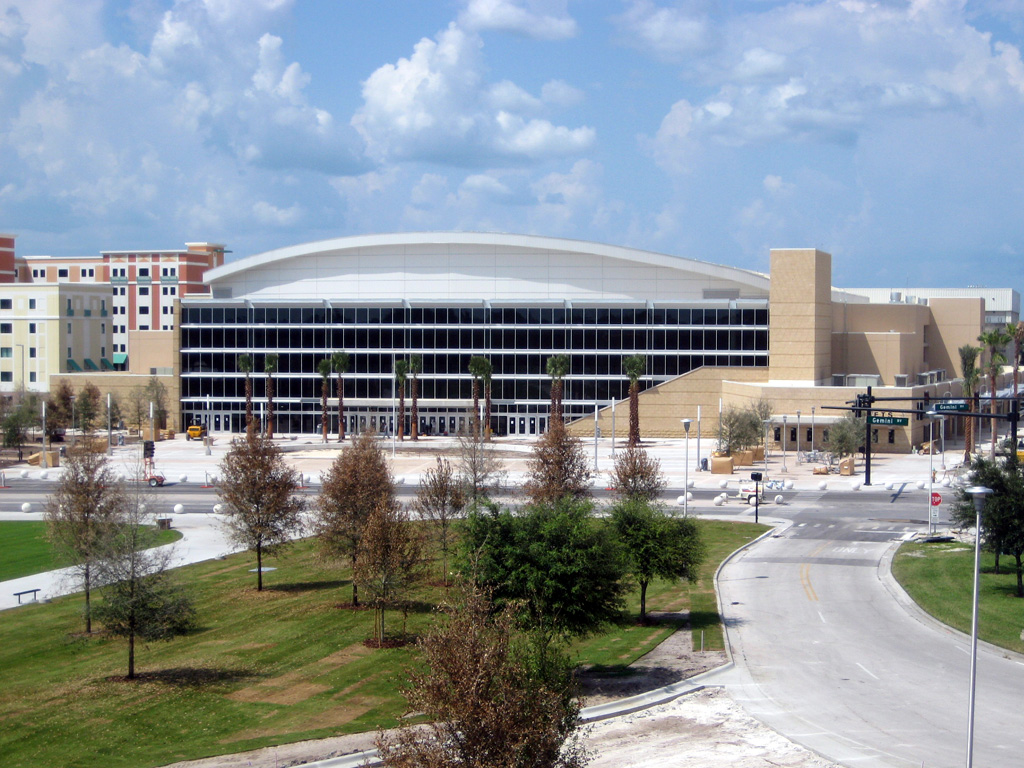
Спортивна арена УЦФ

У 1969-1970 навчальному році розпочалася спортивна програма UCF. Тоді відомий під назвою "Лицарі Пегаса ФТУ", університет був членом статуту Державної конференції Саншайн у 1975 році. Кульмінаційний розвиток завершився в середині 2000-х, коли лицарі приєдналися до C-USA у 2005 році та дебютували новим спортивним селищем у 2007 році. Рекламоване як "Приведення лицарів додому", новорозвинене спортивне селище на північному кінці університетського містечка, відоме як Найтс-плаза, складається з нової CFE Arena на 10 000 місць, нового стадіону Спектрум на 45 000 місць, нового комплексу софтболу. Дебют атлетичного селища зробив УЦФ першим університетом, що відкрив новий стадіон та арену в тому ж році. Спортивний комплекс, що оточує Найтс-плазу, також включає поле Джея Бергмана, стадіон футболу та треку УЦФ та численні тренажери. Щоб збігтися з відкриттям атлетичного селища, університет також дебютував новими спортивними логотипами та оновленням талісмана Найтро.

## Помітні випускники

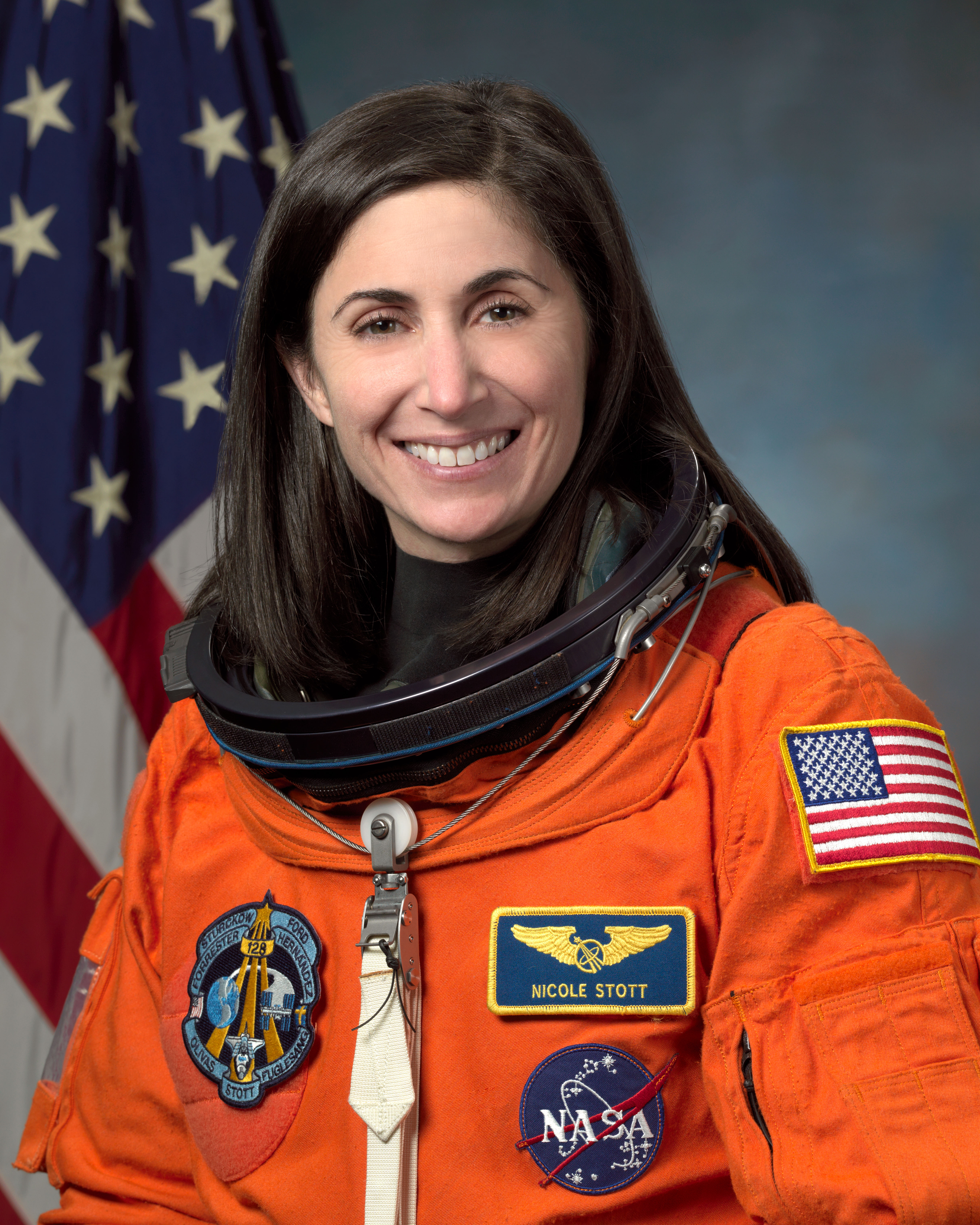
Астронафт Ніколь Стотт

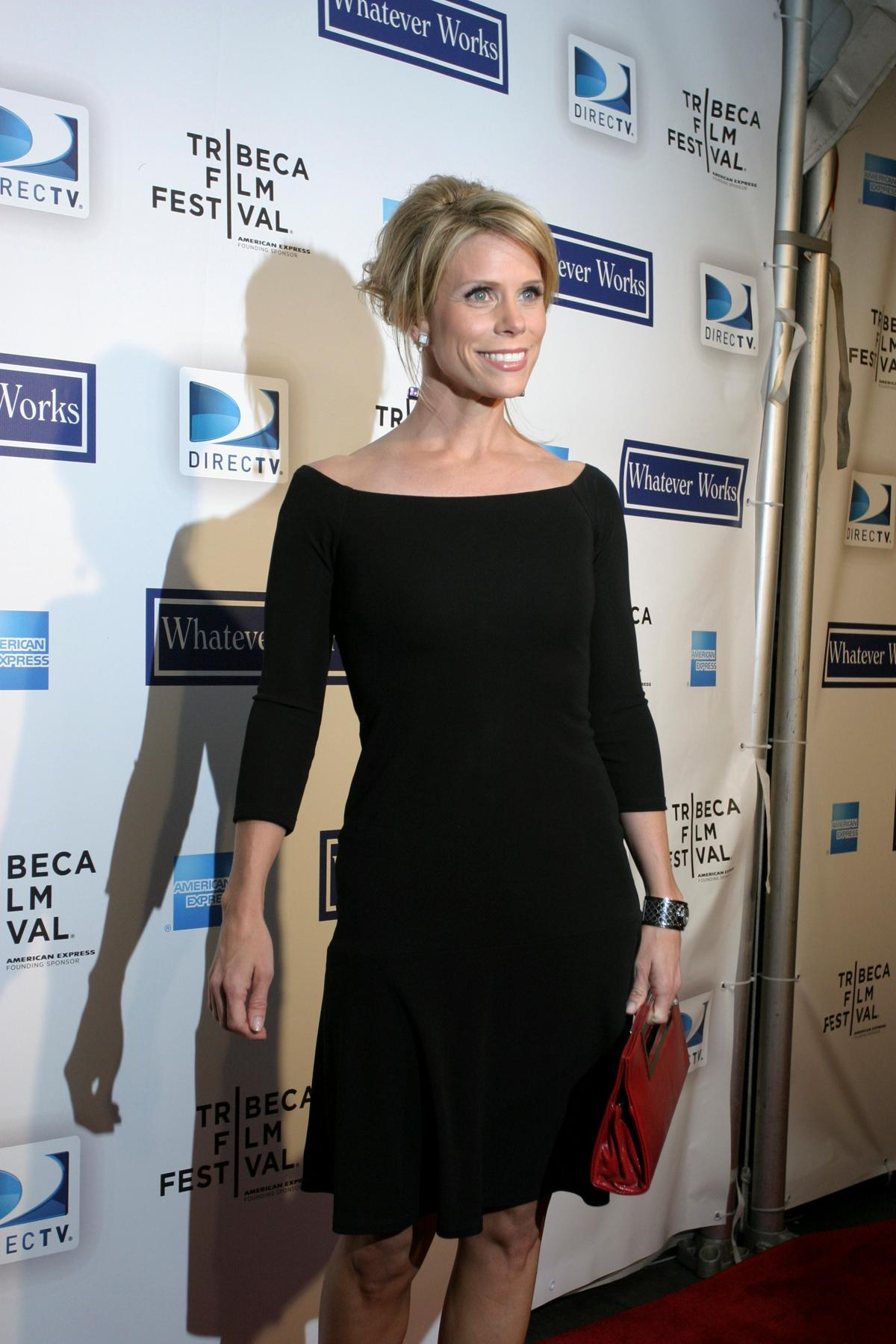
Акторка Шеріл Хайнс

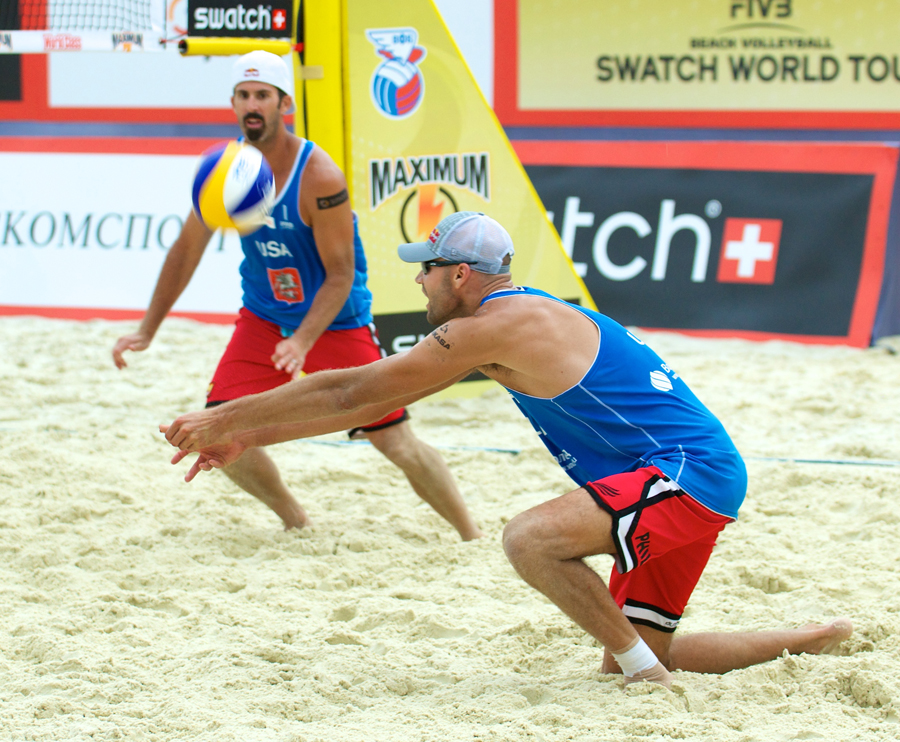
Олімпієць Філ Далхауссер

До випускників належать прем'єр-міністр, голова Ради економічних радників, помічник держсекретаря США, заступник помічника секретаря департаменту казначейства, директор Національного управління розвідки та директор секретної служби; на додаток до численних членів кабінету Флориди, Палати представників штату Флорида та Сенату Флориди, двох астронавтів Національної аеронавтики та космічної адміністрації (НАСА) та численних офіцерів у збройних силах через програми ROTC для армії та ВПС, армії, флоту, морської піхоти та школа кандидата офіцерів берегової охорони, школа підготовки офіцерів ВПС, школа кандидата офіцерів морської авіації та клас лідерів морського корпусу. Крім того, випускники UCF обіймали керівні посади в Конгресі США, Міністерстві оборони США, Інженерному корпусі армії та Агентстві охорони навколишнього середовища.
Випускники також досягли успіху як керівники багатьох компаній Fortune 500, включаючи Google, Boeing, Lockheed Martin, Northrop Grumman, Busch Entertainment Corporation, Harris Corporation, Darden Restaurants, Ericsson, Google, Orlando Magic і Texas Rangers, Sun Sports та Fox Sports Флорида, парки та курорти Уолта Діснея та Yahoo! Випускники UCF також внесли помітний внесок у індустрію розваг, зокрема, Cheryl Hines, широко відому своєю роллю Шеріл Девід у телевізійному серіалі HBO «Зупини свій ентузіазм»; Даніель Тош, ведучий Tosh.0 на Comedy Central; та Кріс Фуллер, незалежний режисер, що стоїть за Лорен Кассом. Крім того, проект «Відьма Блера», який вважається одним із найуспішніших незалежних фільмів, що випускаються, був знятий та режисерами випускників УКФ Даніелем Міріком та Едуардо Санчесом. Як головний конкурент з легкої атлетики коледжу, UCF мав багато помітних студентських спортсменів, тренерів та співробітників, таких як гравці НФЛ Даунте Калпеппер, Метт Пратер, Кевін Сміт, Брюс Міллер, Брендон Маршалл та Блейк Бортлз; Стартовий охоронець НБА Джермейн Тейлор; і жіноча футболістка та золота олімпійська медалістка Мішель Екерс. Станом на 2013 рік понад 70 випускників UCF змагаються у професійних видах спорту, таких як: баскетбол, футбол, бейсбол, гольф та футбол.

## Видатні викладачі
На факультеті UCF входить багато помітних і престижних членів, серед яких двоє колишніх послів Сполучених Штатів, колишній конгресмен США і колишній віце-президент Creative Entertainment Уолта Діснея. Факультет також включає лауреатів премії Пулітцера та премії Джанет Хайдінгер Кафки, на додаток до розробника тестів для читання Флеша - Кінкейда та авторів серії "Математичні кола та політичний аналіз". Завдяки роботі професорів та космічного інституту Флориди, UCF стане першим університетом Флориди, який очолив місію NASA.